# Maurolycus (cráter)

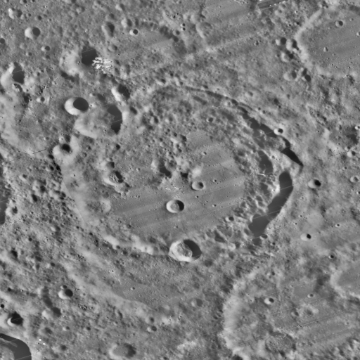
Fotografía de la misión Clementine (1994)

Maurolycus es uno de los cráter de impacto más prominentes de la región del altiplano meridional de la Luna, que está cubierto de impactos de cráter superpuestos. Su nombre se debe al astrónomo matemático Francesco Maurolico (Maurolycus). Se une en su borde suroriental con el cráter más pequeño Barocius. Justo al oeste se localiza la pareja de cráteres superpuestos formada por Stöfler y Faraday. Al noreste se encuentra el débil cráter Buch, y más al norte aparece Gemma Frisius.
|  |

Las paredes exteriores de Maurolycus son altas, anchas y aterrazadas, sobre todo en la parte oriental. Al sureste, el borde es más bajo y se une a unas elevaciones que tienen la apariencia de ser el borde de un cráter superpuesto. El cráter Maurolycus F atraviesa el sector noroeste del brocal, una zona del suelo interior del cráter que ha resistido la erosión mejor que el resto. Las otras secciones del suelo aparecen relativamente niveladas, con un conjunto de picos centrales y un par de cráteres. El pequeño cráter Maurolycus A invade la parte sur del brocal.

## Cráteres satélite
Por convención estos elementos son identificados en los mapas lunares poniendo la letra en el lado del punto medio del cráter que está más cerca de Maurolycus.
|            | \| Maurolycus \| Coordenadas \| Diámetro \| \| ---------- \| ----------------------------- \| -------- \| \| A \| 43°30′S 14°12′E / -43.5, 14.2 \| 15 km \| \| B \| 40°18′S 11°42′E / -40.3, 11.7 \| 12 km \| \| C \| 38°36′S 10°48′E / -38.6, 10.8 \| 9 km \| \| D \| 39°00′S 13°12′E / -39.0, 13.2 \| 45 km \| \| E \| 38°24′S 9°48′E / -38.4, 9.8 \| 6 km \| \| F \| 40°36′S 12°12′E / -40.6, 12.2 \| 25 km \| \| G \| 44°24′S 11°30′E / -44.4, 11.5 \| 7 km \| \| H \| 38°12′S 10°24′E / -38.2, 10.4 \| 7 km \| \| J \| 42°30′S 14°00′E / -42.5, 14.0 \| 9 km \| \| K \| 40°00′S 12°36′E / -40.0, 12.6 \| 8 km \| \| L \| 42°06′S 14°30′E / -42.1, 14.5 \| 6 km \| \| M \| 41°54′S 12°36′E / -41.9, 12.6 \| 10 km \| \| N \| 41°00′S 14°06′E / -41.0, 14.1 \| 7 km \| \| P \| 38°06′S 12°48′E / -38.1, 12.8 \| 4 km \| \| R \| 40°42′S 16°12′E / -40.7, 16.2 \| 5 km \| \| S \| 42°00′S 17°06′E / -42.0, 17.1 \| 7 km \| \| T \| 41°18′S 11°24′E / -41.3, 11.4 \| 10 km \| \| W \| 42°42′S 15°12′E / -42.7, 15.2 \| 4 km \| |          |
| Maurolycus | Coordenadas | Diámetro |
| A          | 43°30′S 14°12′E / -43.5, 14.2 | 15 km    |
| B          | 40°18′S 11°42′E / -40.3, 11.7 | 12 km    |
| C          | 38°36′S 10°48′E / -38.6, 10.8 | 9 km     |
| D          | 39°00′S 13°12′E / -39.0, 13.2 | 45 km    |
| E          | 38°24′S 9°48′E / -38.4, 9.8 | 6 km     |
| F          | 40°36′S 12°12′E / -40.6, 12.2 | 25 km    |
| G          | 44°24′S 11°30′E / -44.4, 11.5 | 7 km     |
| H          | 38°12′S 10°24′E / -38.2, 10.4 | 7 km     |
| J          | 42°30′S 14°00′E / -42.5, 14.0 | 9 km     |
| K          | 40°00′S 12°36′E / -40.0, 12.6 | 8 km     |
| L          | 42°06′S 14°30′E / -42.1, 14.5 | 6 km     |
| M          | 41°54′S 12°36′E / -41.9, 12.6 | 10 km    |
| N          | 41°00′S 14°06′E / -41.0, 14.1 | 7 km     |
| P          | 38°06′S 12°48′E / -38.1, 12.8 | 4 km     |
| R          | 40°42′S 16°12′E / -40.7, 16.2 | 5 km     |
| S          | 42°00′S 17°06′E / -42.0, 17.1 | 7 km     |
| T          | 41°18′S 11°24′E / -41.3, 11.4 | 10 km    |
| W          | 42°42′S 15°12′E / -42.7, 15.2 | 4 km     |